# Minnie Hauk
Amalia Mignon Hauck dite Minnie Hauk, née le 16 novembre 1851 à New York et morte à la villa Triebschen (Lucerne) (Suisse) le 6 février 1929, est une chanteuse d'opéra, soprano, américaine. 

## Biographie
Minnie Hauk est la fille unique de Francis Andreas Hauck, un émigré allemand, et de sa femme américaine. Peu de temps après sa naissance, les Hauck s'installent à Providence (Rhode Island), puis, en 1857 à Sumner dans le Kansas. 
Elle commence des études vocales en 1865 avec Achille Errani (en), qui lui assure une place dans la Max Maretzek Italian Opera Company (en). À quatorze ans, elle fait ses débuts en public comme chanteuse d'opéra à Brooklyn dans le rôle d'Amina dans La sonnambula, et, en novembre 1866, ses débuts à New York dans le rôle de Prascovia dans L'Étoile du Nord de Giacomo Meyerbeer. Lors de la première américaine de Roméo et Juliette de Charles Gounod le 15 novembre 1867, elle chante le rôle de Juliette.
Hauk a chanté pour la première fois en Europe à Covent Garden à Londres le 26 octobre 1868, et a fait ses débuts à Paris en 1869. Elle est ensuite apparue dans l'opéra italien et allemand au Grand Opéra de Vienne (1870-1874) et dans divers lieux d'Europe. Elle interprète ainsi le rôle éponyme dans l'opéra Carmen de Georges Bizet pour la première fois le 2 janvier 1878 à Bruxelles. Sa manière de chanter très intensive entraine un succès immédiat et est à l'origine de la renommée durable de l'opéra qui avait été infructueux lors de sa création. Elle interprète ensuite le rôle lors des premières britanniques et américaines en 1878. 
En 1885, elle joue Manon de Jules Massenet lors de sa première américaine. Sa voix devient progressivement mezzo-soprano. À la fin de sa carrière, en 1893, son répertoire comprenait environ une centaine de rôles, dont Carmen en quatre langues.
Minnie Hauk épouse en 1878 l'écrivain et voyageur Ernst von Hesse-Wartegg. Une grande partie de sa fortune est perdue durant la Première Guerre mondiale. Aveugle et tombée dans la misère dès 1919,, elle meurt à la villa Triebschen, qu'elle a achetée en 1889, maison dans laquelle Richard Wagner a vécu six ans, de 1866 à 1872, à Lucerne en Suisse en 1929.